# Agnetina cadaverosa
Agnetina cadaverosa és una espècie d'insecte pertanyent a la família dels pèrlids que es troba a l'Àsia.